# Dindica malayana
Dindica malayana là một loài bướm đêm trong họ Geometridae.